# Dammen i Rosenholm
Dammen i Rosenholm är en sjö i Vetlanda kommun i Småland och ingår i Emåns huvudavrinningsområde.